# Adele (Vorname)
Adele ist ein weiblicher Vorname.

## Herkunft und Bedeutung
Der Name Adele stellt in verschiedenen Sprachen eine Variante des Namens Adela dar.

## Verbreitung
In den USA war der Name Adele [ə.ˈdɛl] im ausgehenden 19. und beginnenden 20. Jahrhundert mäßig beliebt. Mit den 1920er Jahren sank die Popularität zunächst langsam, dann immer stärker. Im Jahr 1970 zählte der Name erstmals nicht mehr zu den 1000 meistgewählten Mädchennamen. Seit den 2010er Jahren wird der Name wieder etwas häufiger vergeben, jedoch ist er nach wie vor sehr selten. Im Jahr 2021 belegte er Rang 814 der Vornamenscharts.
In Québec gehört Adele seit 2011 zu den 100 meistgewählten Mädchennamen. Im Jahr 2011 belegte der Name Rang 34 der Hitliste. Auch in Italien befindet sich der Name Adele [a.ˈdɛː.le] im Aufwärtstrend. Im Jahr 2020 stand er in den Vornamenscharts auf Rang 28.
In Deutschland ist Adele [a.ˈdeː.lə] ein seltener Vorname. Im Jahr 2021 stand er auf Rang 433 der Vornamenscharts. Besonders verbreitet ist er in Ostdeutschland.
In Litauen gehört Adelė [ɐ.ˈdʲɛ.lʲeː] zu den beliebtesten Mädchennamen. Im Jahr 2021 belegte er Rang 8 der Hitliste.
In Frankreich zählte der Name in seiner Variante Adèle [a.dɛl] bereits zu Beginn des 20. Jahrhunderts zu den beliebtesten Mädchennamen. Im Laufe des Jahrhunderts sank seine Popularität, bis der Name in den 1960er Jahren außer Mode geriet. Seit den 1980er Jahren nimmt die Beliebtheit des Namens zu. Im Jahr 2003 stieg er erstmals wieder in die Top-100 der Vornamenscharts auf. Im Jahr 2021 belegte er Rang 29 der Hitliste.

## Varianten
Die französische Variante des Namens lautet Adèle, die litauische Adelė.
Für weitere Varianten: siehe Adela#Varianten

## Namenstag
Der Namenstag wird nach Adela von Pfalzel am 3. Januar gefeiert.

## Namensträgerinnen

### Adele
- Adele Addison (* 1925), US-amerikanische Sopranistin
- Adele Laurie Blue Adkins (* 1988), britische Soulsängerin
- Adele Elise Allram (1826–1861), österreichische Schauspielerin
- Adele Armin (1945–2022), kanadische Geigerin
- Adele Astaire (1896–1981),  US-amerikanische Tänzerin und Entertainerin
- Adele Bartisal (1870–1954), österreichische Politikerin (SDAP)
- Adele Beckmann (1816–1885), italienische Soubrette, Opernsängerin (Sopran) und Tänzerin
- Adele Beerensson (1879–1940), britisch-deutsche Verbandspolitikerin der Sozialarbeit
- Adele Benetti (1851–1926), österreichische Opernsängerin (Sopran) und Gesangspädagogin
- Adele Berger (1868–1900), österreichische Schriftstellerin
- Adele Bloch-Bauer (1881–1925), österreichische Unternehmergattin, Modell und Namensgeberin für zwei Bilder von Gustav Klimt
- Adele Bloesch-Stöcker (1875–1978), deutsch-schweizerische Violinistin und Komponistin
- Adela von Champagne (1145–1206), Königin von Frankreich, dritte Ehefrau Ludwigs VII. von Frankreich
- Adele Comandini (1898–1987), US-amerikanische Drehbuchautorin italienischer Abstammung
- Adele Corica, ehemalige deutsche Fußballspielerin
- Adele Crepaz (1849–1919), österreichische Publizistin und Frauenrechtlerin
- Adele Diederich (* 1955), deutsche Psychologin
- Adele Doré, verheiratete Adele Milan-Doré (1869–1918), österreichische Schauspielerin
- Adele Duttweiler-Bertschi (1892–1990), Gattin des Migros-Gründers Gottlieb Duttweiler
- Adele Elkan (1884–1943), deutsche Schriftstellerin
- Adele Erbe (1824–1892), deutsche Dichterin, Frauenrechtlerin und Revolutionärin der Revolutionen 1848/1849
- Adele Esinger (1844–1923), österreichische Malerin und Schauspielerin
- Adele Filene (1909–2010), deutsche Modedesignerin jüdischer Herkunft
- Adele von Finck (1879–1943), deutsche Malerin
- Adele Gamper (1850–1911), Frauenrechtlerin
- Adele Garsò-Galster (1840–1863), deutsche Theaterschauspielerin
- Adele Gerber (1863–1937), österreichische Redakteurin und Frauenrechtsaktivistin
- Adele Gerhard (1868–1956), deutsche Schriftstellerin
- Adele Girard (1913–1993), US-amerikanische Jazz-Harfenistin
- Adele Gloria (1910–1984), italienische Malerin, Fotografin, Bildhauerin und Dichterin
- Adele Goldberg (* 1945), US-amerikanische Forscherin auf dem Gebiet der Informatik
- Adele Goldstine (1920–1964), US-amerikanische Mathematikerin und Programmiererin
- Adele Grantzow (1845–1877), deutsche Tänzerin
- Adele Groß (1853–1902), österreichische Theaterschauspielerin
- Adele Haas (* 1939), österreichische Opernsängerin und Gesangspädagogin
- Adele Hartmann (1881–1937), deutsche Ärztin
- Adele Hartwig (1872–1968), österreichische Schauspielerin sowie Theatergründerin und -leiterin
- Adele Hoffmann (1920–2013), deutsche Schauspielerin und Radiomoderatorin
- Adele James (* 1995), britische Schauspielerin und Drehbuchautorin
- Adele Jergens (1917–2002), US-amerikanische Schauspielerin
- Adele Juda (1888–1949), österreichische Psychiaterin und Neurologin
- Adele Kern (1901–1980), deutsche Opern- und Operettensängerin
- Adele Kment (1881–1950), österreichische Schriftstellerin
- Adele Krèn (1860–1882), österreichische Sängerin (Sopran) und Schauspielerin
- Adele Kurzweil (1925–1942), österreichisches Holocaustopfer
- Adele Landauer (* 1960), deutsche Schauspielerin, Schauspieltrainerin und Coach
- Adele List (1893–1983), österreichische Modistin
- Adele von Maine (Adèle du Maine; auch: Aélis, Adelheid; † vor 890), erste Gemahlin des späteren französischen Königs Robert I.
- Adele Mara (1923–2010), US-amerikanische Schauspielerin
- Adele Meurer (1852–1923), deutsche Frauenrechtlerin
- Adele Moroder (1887–1966), ladinische Schriftstellerin
- Adele Neuhauser (* 1959), österreichische Schauspielerin
- Adele Obermayr (1894–1972), österreichische Politikerin (SPÖ)
- Adele Osterloh (1857–1946), deutsche Dichterin
- Adele Paasch (1868–1937), deutsche Bildhauerin und Medailleurin
- Adele Palmer (1915–2008), US-amerikanische Kostümbildnerin
- Adele Passy-Cornet (1838–1915), deutsche Opernsängerin (Sopran)
- Adele Perlmutter, verh. Heilpern (1845–1941), österreichische Fotografin
- Adele Peroni-Glaßbrenner (1811–1895), Schauspiellehrerin in Hamburg
- Adele von Portugall (1818–1910), deutsche Fröbelpädagogin
- Adele Radnitzky-Mandlick (1864–1932), österreichische Musikerin und Pianistin
- Adele Rautenstrauch (1850–1903), deutsche Mäzenin und Stifterin
- Adele Reiche (1875–1957), deutsche Politikerin (SPD)
- Adele Reinhartz (* 1953), kanadische Literaturkritikerin
- Adele Reuter-Eichberg (1852–1928), deutsche Schauspielerin
- Adele Romanski, US-amerikanische Filmproduzentin
- Adele Sandrock (1863–1937), deutsche Schauspielerin
- Adele Sansone (* 1953), österreichische Kinder- und Jugendbuchautorin und Illustratorin
- Adele Christina Scafuro, US-amerikanische Klassische Philologin
- Adele Schallenmüller (1887–1980), Schweizer Malerin, Grafikerin und Bildhauerin
- Adele Schlombs (* 1956), deutsche Sinologin, Kunsthistorikerin und ehemalige Museumsdirektorin
- Adele Schmitz (1868–1951), deutsche Frauenrechtlerin
- Adele Schopenhauer (1797–1849), deutsche Schriftstellerin
- Adele Schreiber (1872–1957), österreichisch-deutsche Frauenrechtlerin, Politikerin und Journalistin
- Adele Spitzeder (1832–1895), deutsche Schauspielerin und Betrügerin
- Adele von Stark (1859–1923), österreichische Emailkünstlerin
- Adele Stolte (1932–2020), deutsche Oratorien- und Konzertsängerin (Sopran)
- Adele Stürzl (1892–1944), österreichische Politikerin, Widerstandskämpferin und Opfer des Nationalsozialismus
- Adele Tonnini (* 1977), san-marinesische Politikerin
- Adele Walker (* 1976), britische Biathletin
- Adele Wassiljewna Werner (1865–1930), russisch-sowjetische Bildhauerin
- Adele Watson (1890–1933), US-amerikanische Schauspielerin
- Adele Wesemal (1825–1893), in Wien lebende Schriftstellerin
- Adele Younghusband (1878–1969), neuseeländische Malerin und Fotografin
- Adele Zay (1848–1928), Pädagogin und Frauenrechtlerin

### Adèle
- Adèle Affry, bekannt als Marcello (Bildhauerin) (1836–1879), Schweizer Malerin und Bildhauerin
- Adèle de Batz de Trenquelléon (1789–1828), französische römisch-katholische Nonne und Ordensgründerin
- Adèle Castillon (* 2001), französische Sängerin, YouTuberin und Schauspielerin
- Adèle de Champagne, bekannt als Adela von Champagne (1145–1206), Königin von Frankreich, dritte Ehefrau Ludwigs VII. von Frankreich
- Adèle Exarchopoulos (* 1993), französische Schauspielerin
- Adèle Foucher (1803–1868), Ehefrau von Victor Hugo
- Adèle Garnier (1838–1924), französische Benediktinerin, Ordensgründerin, Klostergründerin und Mystikerin
- Adele Grantzow (1845–1877), deutsche Tänzerin
- Adèle Haenel (* 1989), französische Schauspielerin
- Adèle Hugo (1830–1915), französische Komponistin und Autorin
- Adèle Huguenin (1856–1933), Schweizer Schriftstellerin und Lehrerin
- Adèle Kindt (1804–1884), belgische Historien- und Genremalerin
- Adèle Koekkoek (1838–1919), deutsche Malerin
- Adèle Lilljeqvist (1862–1927), Schweizer Malerin
- Adèle Milloz (1996–2022), französische Skibergsteigerin
- Adèle d’Osmond (1781–1866), französische Adelige, Salonnière und Schriftstellerin
- Adèle Perlmutter, bekannt als Adele Perlmutter (1845–1941), Wiener Fotografin,
- Adèle Pichon (1847–1925), französische Sammlerin und Museumsgründerin
- Adèle de Pierre (1800–1890), Schweizer Gouvernante und Übersetzerin
- Adèle Van Reeth (* 1982), französische Philosophin, Radioproduzentin und Kolumnistin
- Adèle Reifenberg (1893–1986), jüdische deutsch-englische Malerin
- Adèle von Rothschild (1843–1922), Mitglied der Rothschild-Familie
- Adèle de Selvesse, französische Adlige
- Adèle Thorens Goumaz (* 1971), Schweizer Politikerin
- Adèle von Wedderkop (1792–1871), schwedische Kanonissin und Malerin